# Cixius communis
Cixius communis är en insektsart som beskrevs av Tsaur 1991. Cixius communis ingår i släktet Cixius och familjen kilstritar. Inga underarter finns listade i Catalogue of Life.